# Собор Святого Александра Невского (Ялта)
Собо́р Свято́го благове́рного кня́зя Алекса́ндра Не́вского — главный православный храм Ялты, одна из достопримечательностей города. Относится к Ялтинскому благочинию Симферопольской и Крымской епархии Русской православной церкви.

## История
Строительство собора было неразрывно связано с российским императорским домом, покровителем которого считался святой Александр Невский. Собор был построен в честь российского императора Александра II, погибшего от рук народовольцев.
Строительный комитет, учреждённый 1 марта 1890 года, возглавил известный ялтинский инженер и краевед Александр Бертье-Делагард. Большие суммы были пожертвованы знатными горожанами городским головой Б. В. Хвощинским и Иван Токмаковым, участок земли подарил барон Андрей Врангель. Архитекторами были Николай Краснов и Платон Теребенёв, проект которых лично утвердил император Александр III.
В закладке первого камня 1 марта 1891, в день десятой годовщины гибели императора, участвовала императрица Мария Фёдоровна. Освящение собора происходило 4 декабря 1902 года в присутствии императора Николая II, его семьи и свиты.
Двухъярусный, с открытыми галереями, ялтинский собор выстроен в русском стиле и украшен многочисленными декоративными элементами: пилястрами, киотцами, порталами, сердечками, шатровым крыльцом. Нарядный вид ему придали бело-розовые тона. Рядом с собором была сооружена трёхъярусная колокольня, 11 колоколов для которой были отлиты в Москве. Иконы для собора были написаны мастерами из Мстеры во Владимирской губернии.
Интерьер был оформлен архитектором С. П. Крошечкиным, иконостас, купол и стены расписал киевский художник И. Мурашко. Мозаика с образом святого князя на наружной стороне храма была выполнена учениками венецианца Антонио Сальвиати. Купола храма были покрыты золотом.
Рядом с собором в стиле древнерусского терема по проекту архитектора М. И. Котенкова был выстроен церковный дом. В 1908 году было завершено строительство трёхэтажного дома, в котором разместилась церковно-приходская школа в честь цесаревича Алексея, приют для больных туберкулёзом, зал для собраний Александро-Невского братства.
Православное Александро-Невское братство занималось благотворительной деятельностью, организацией церковно-приходских школ и миссионерской деятельностью, а во время Первой мировой войны также и помощью раненым и устройством лазаретов и санаториев.
Первым настоятелем собора, ставшего любимым храмом ялтинцев, был А. Я. Терновский, до этого служивший при ялтинской церкви Иоанна Златоуста.
«20 августа 1923 г. в Ялту прибыли уполномоченные от обновленческой церкви протоиерей Сергий Баженов и архиепископ Александр Введенский в сопровождении агента Симферопольского отдела ГПУ. Они предложили передать в распоряжение обновленческой церкви Александро-Невский собор, переданный по регистрации, утвержденной Наркомвнуделом Крымской республики 25 июля 1923 г. за № 5 Александро-Невской религиозной общине. От представителей общины была взята подписка держать состоявшийся разговор в тайне, но они этому требованию не подчинились, как незаконному. Тогда Баженов выступил с провокационным заявлением о том, что все, признающие Патриарха — контрреволюционеры, с точки зрения государственной власти единственной приемлемой церковью является обновленческая, следовательно, все другие, даже не поминающие Патриарха — контрреволюционны, и пригрозил репрессиями. Через полчаса настоятель Ялтинского собора (после отказа в передаче его А. Введенскому) был вызван в Ялтинский отдел ГПУ, а через 3 дня — и все остальное ялтинское духовенство, которому предъявили обвинение в поминовении Тихона и посылке ему адреса с приветствием о вступлении в управление Церковью».
В мае 1917 года в соборе отпевали белорусского поэта Максима Богдановича, скончавшегося в Ялте от туберкулёза. Судьба храма в советское время была достаточно типична для Крыма, так в июле 1938 года храм был закрыт, колокола отправлены на переплавку. В соборе устроили спортивный клуб, а в школьном здании — дом учителя.
Богослужение в соборе было возобновлено в 1942 году, после установления немецкой администрации в Крыму. После освобождения Крыма храм был зарегистрирован как фактически действующий.
Помещение церковно-приходской школы возвращено лишь почти полвека спустя; с 1995 года в нём действует общеобразовательная школа и обучаются около 100 детей.
В 1990-е годы уникальные по сложности высотные работы на куполах Храма вела бригада промышленных альпинистов под руководством известной советской альпинистки и горноспасателя, жительницы Алушты, Эльвиры Насоновой, которая также выполнила несколько других реставраций для Крымской епархии.